# Szantálfavirágúak
A szantálfavirágúak (Santalales) a valódi kétszikűek core eudicots kládjába tartozó rend. A rendet a túlnyomórészt egyszerű virágtakaró, a felsőből alsó állásúvá váló magház, a poliacetilének előfordulása és a félparazitizmus különböző stádiumainak kialakulása jellemzi. Hazánkban élő képviselőik epiphyton cserjék (Loranthaceae) vagy talajon élő gyökérélősködők (Santalaceae).

## Rendszerezés

### Hagyományos rendszerezés
A Cronquist-rendszer a következő családokat sorolja a rendbe:
Medusandraceae, Dipentodontaceae, Olacaceae, Opiliaceae, Santalaceae, Misodendraceae, Loranthaceae, Viscaceae, Eremolepidaceae, Balanophoraceae
Borhidi rendszerében az olakszfélék (Olacaceae), szantálfafélék (Santalaceae), fakínfélék (Loranthaceae) és fagyöngyfélék (Viscaceae) tartoznak a rendbe.

### APG
Az APG és az APG II egyaránt a következő családokat sorolja a rendbe:
Loranthaceae – fakínfélék (magában foglalja az Eremolepidaceae és Viscaceae családokat)
Misodendraceae
Olacaceae
Opiliaceae
Santalaceae – szantálfafélék
Az APG III-rendszer (2009) két új családot is ide sorol: Balanophoraceae és Schoepfiaceae.